# Skogås station
Skogås är en station på Stockholms pendeltågsnät, belägen i kommundelen Skogås inom Huddinge kommun på Nynäsbanan 19,9 km från Stockholm C. Stationen har en mittplattform med två biljetthallar. Skogås har 4 400 påstigande/dygn (2015).

## Historik
En oansenlig hållplats öppnades här av Stockholm-Nynäs Järnvägs AB år 1932. Den flyttades 400 meter norrut 1967, nybyggdes och uppgraderades till station 1972. Skogås hade länge entré endast i södra änden och en olovlig "smitväg" i den norra.  I samband med utbyggnad till dubbelspår inrättades entré med biljettspärr även i norra plattformsänden.

## Bilder

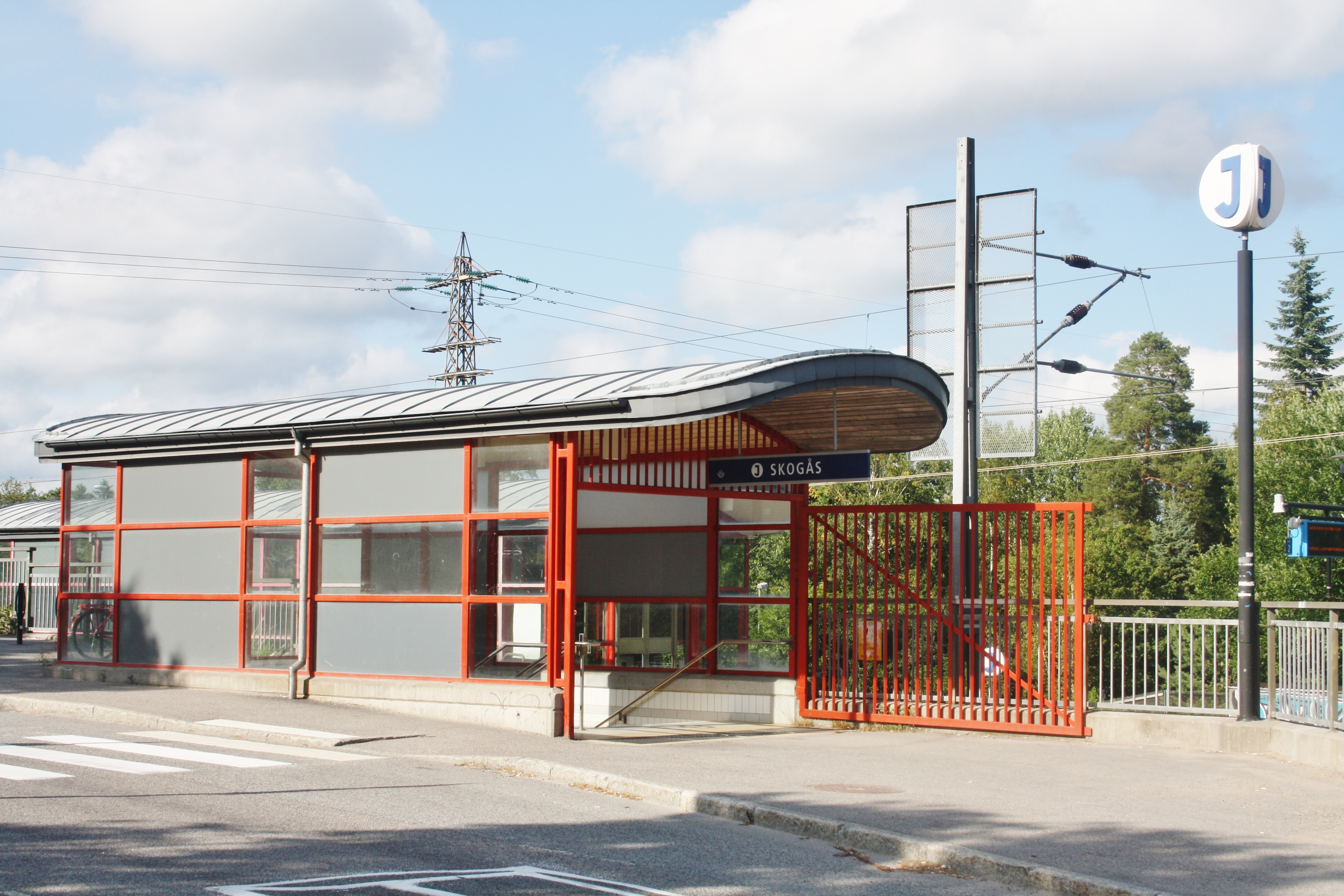
Stationsentré i Skogås.
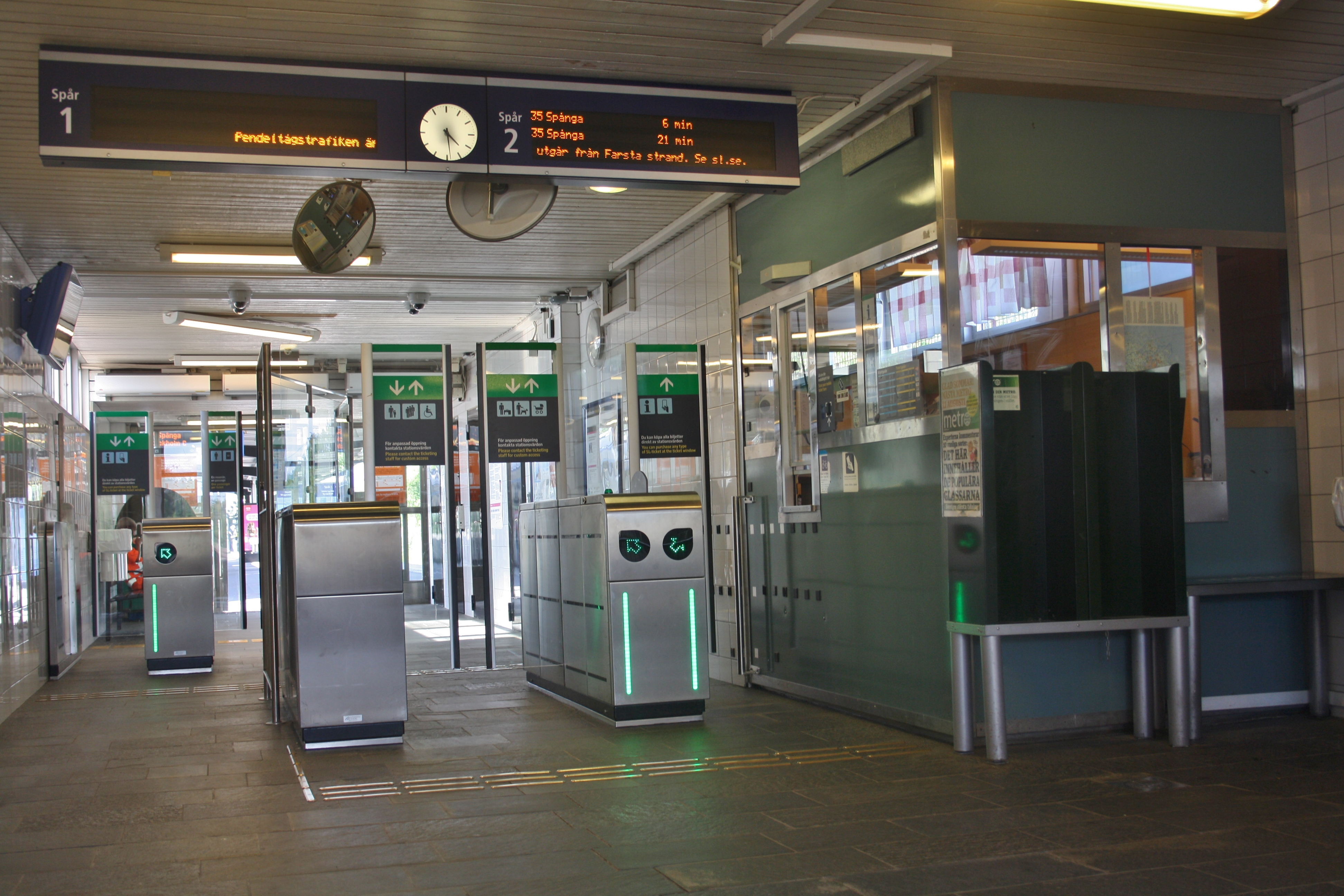
Spärren i Skogås.
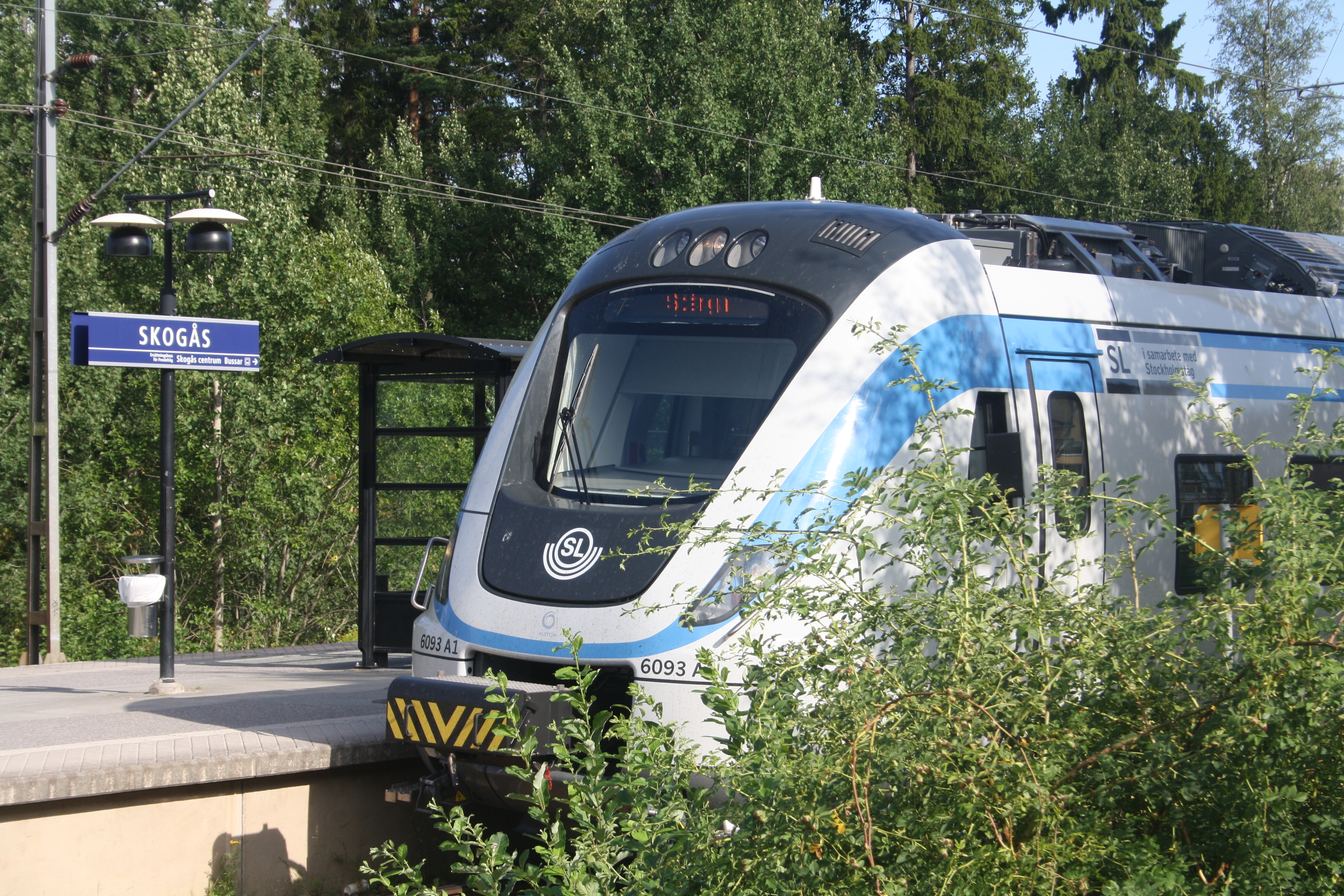
X60 i Skogås.
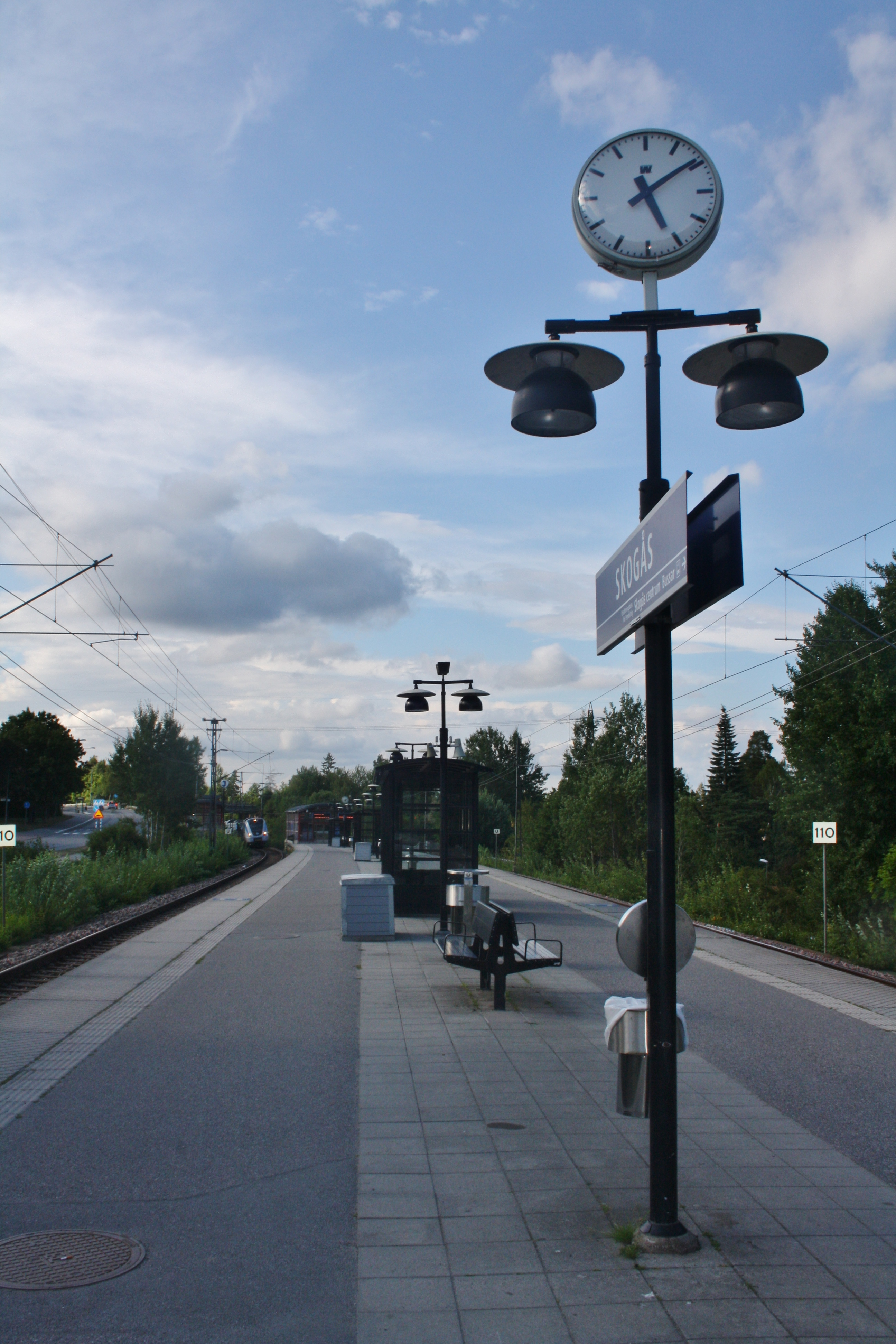
Perrongen i Skogås.
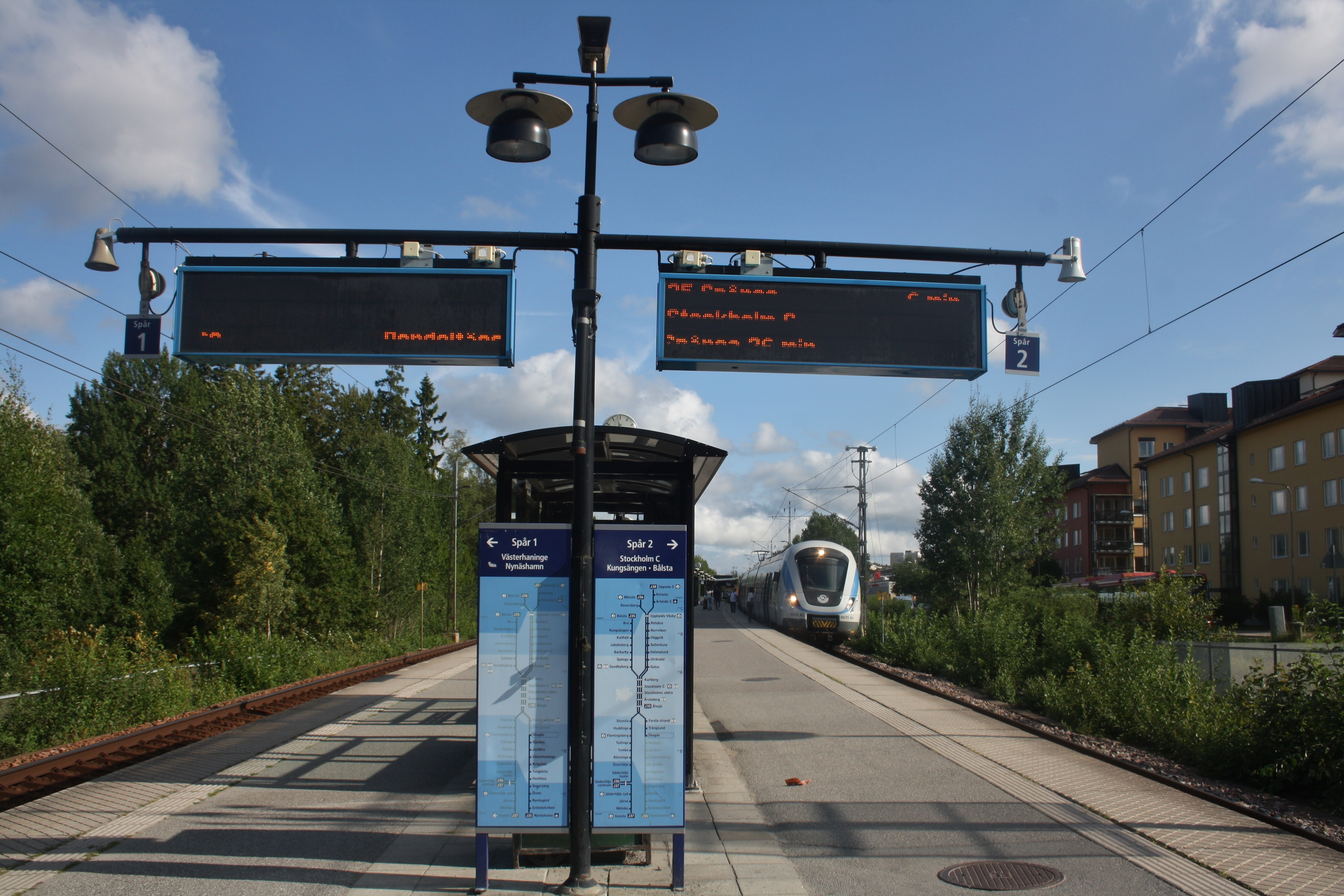
Perrongen i Skogås med X60 i bakgrunden.